# Simp
Simp (Dại gái) là một từ lóng trên Internet để diễn tả một người (thường là 
nam) thể hiện sự si mê hoặc quan tâm quá mức đối với người khác, đôi khi đi xa đến mức muốn theo đuổi một mối quan hệ thân mật. Urban Dictionary định nghĩa một cách đơn giản là "một người làm quá nhiều điều cho một người mà họ thích". Hành vi này được gọi là simping, xuất hiện ở cả nam lẫn nữ và hướng tới nhiều mục tiêu khác nhau của cả hai giới, bao gồm người nổi tiếng, chính trị gia, e-girl và e-boy.